# Colony-stimulating factor
Un colony-stimulating factor (dall'inglese, o fattore stimolante le colonie, abbreviato CSF) è una glicoproteina
secreta in grado di legare specifiche proteine recettoriali localizzate sulle superfici delle cellule staminali ematopoietiche, presenti nel midollo osseo. Il legame tra recettore e fattore stimolante le colonie,  attiva pathways (vie metaboliche) intracellulari che inducono le cellule a proliferare e differenziare in un tipo specifico di cellule del sangue, ad esempio granulociti neutrofili, eosinofili, basofili e macrofagi. La produzione dei globuli rossi risponde ad un altro tipo di fattore stimolante, noto con il nome di eritropoietina.
I colony-stimulating factors possono essere sintetizzati chimicamente e sono normalmente utilizzati in medicina per essere somministrati a soggetti con specifici problemi medici (ad esempio pazienti affetti da neutropenia. Tuttavia, queste molecole (es. filgrastim) restano leggermente differenti da quelle endogene, a causa delle mancate modificazioni post-traduzionali a cui sono invece sottoposti i fattori stimolanti le colonie di origine endogena.

## Etimologia
Il nome "fattori stimolanti le colonie" deriva dal metodo con cui sono state scoperte queste glicoproteine.
Le cellule staminali ematopoietiche sono infatti coltivate su una cosiddetta matrice semisolida, che impedisce alle cellule di muoversi. Per questo motivo se una singola cellula inizia a proliferare, tutte le cellule da essa derivate rimangono raggruppate intorno al punto nella matrice in cui originariamente si trovava la prima cella, cellula genitrice. Le cellule che derivano da questa prima cellula progenitrice sono indicate come "colonie".
Grazie a questa caratteristica i ricercatori hanno potuto aggiungere diverse sostanze alle colture di cellule staminali emopoietiche e quindi esaminarne la risposta in termini di proliferazione cellulare. In altre parole è stato possibile valutare quali tipi di colonie venivano stimolate dall'aggiunta di un determinato fattore.
Alcuni fattori sono stati individuati come efficaci stimolanti la formazione di colonie di macrofagi, e pertanto chiamati fattori stimolanti le colonie dei macrofagi. Altri molecole svolgono la medesima attività di stimolo, ma nei confronti dei granulociti, e da qui il nome di fattori stimolanti le colonie dei granulociti, e così via.

## Meccanismo
I fattori stimolanti le colonie sono normalmente molecole solubili (permeabili). Essi quindi circolano nel sangue ed agiscono come ormoni. Alcuni fattori sono invece secreti localmente. Le modalità di azione dei fattori stimolanti le colonie comprendono meccanismi di tipo paracrino, endocrino e autocrino.

## Esempi
I colony-stimulating factors includono:
- CSF1, colony-stimulating factor 1, o fattore stimolante dei macrofagi[1][2]
- CSF2, colony-stimulating factor 2, o fattore stimolante dei macrofagi e granulociti (noto anche come GM-CSF)[3][4]
- CSF3, colony-stimulating factor 3, o fattore stimolante dei granulociti (noto anche come G-CSF).[5][6]

## Usi clinici
- Stimolazione del midollo osseo
- Mobilizzazione delle cellule staminali